# Соть (Любимский район)
Соть — посёлок в Любимском районе Ярославской области.
С точки зрения административно-территориального устройства входит в состав Воскресенского сельского округа. С точки зрения муниципального устройства входит в состав Воскресенского сельского поселения.

## История
Посёлок возник на землях животноводческого совхоза «Соть» с центральной усадьбой в Страшеве, основанном в 1942 году. Согласно картам имел статус «совхоз», а согласно справочнику административно-территориального деления имел статус «посёлок».
Основной профиль работы совхоза — свиноводство. В 1975 году население составляло 6 человек, располагались склад горючего, вышка, скважина.
28 сентября 1992 года совхоз «Соть» был преобразован в ТОО КСП «Соть», 5 июня 2000 года в СПК(к) «Соть», а 28 ноября 2013 года ликвидирован.

## Население
6 чел. (1978), 17 чел. (1989), 8 чел. (2002), 6 чел. (2007) , 1 чел. (2010)